# Национална служба за охрана
Националната служба за охрана (НСО) е юридическо лице на бюджетна издръжка и представлява специализиран военизиран държавен орган, подчинен на президента на Република България. Тя осигурява охрана, специализиран транспорт и пропускателен режим на граждани заемащи или заемали определени висши държавни постове, членове на семействата им, чуждестранни гости с особена важност за страната и др. НСО е правоприемник на Управление за безопасност и охрана (УБО) – Пето управление на Държавна сигурност.

## История
През 1879 г. Александър Батенберг е провъзгласен за княз на България. С пристигането му на българска земя възниква необходимост от формиране на подразделение за лична охрана на княза и за отдаване на военни почести при официални и тържествени случаи. Тази задача е възложена на Софийска Първа конна сотня с командир поручик Александър Мосолов, който е назначен за първи адютант на княза.

## Ръководители
- Генерал-майор Сава Джендов (1990 – 21 февруари 1992)
- Генерал-лейтенант Димитър Владимиров (21 февруари 1992 – 5 юни 2004)
- Генерал-лейтенант Румен Миланов (5 юни 2004 – 15 май 2007) (до 1 юни 2006 е временно изпълняващ длъжността)
- Генерал-лейтенант Димитър Димитров (15 май 2007 – 15 май 2012)
- Бригаден генерал Тодор Коджейков (23 май 2012 – 30 май 2014), началник (до 2013 вр.и.д)
- Генерал-лейтенант Ангел Антонов (30 май 2014 – 13 февруари 2018)
- Генерал-майор Данчо Дяков (1 март 2018 – 30 август 2019), началник
- Полковник Росен Тодоров (31 август 2019 – 30 септември 2019), временно изпълняващ длъжността началник
- Бригаден генерал Красимир Станчев (30 септември 2019 – 31 юли 2020)
- Бригаден генерал (ген.-майор от 2024) Емил Тонев (28 август 2020 – ), в периода 31 юли – 28 август 2020 г. е временно изпълняващ длъжността началник

### Заместник-началници на НСО
- Полковник Бойко Василев (от 3 ноември 2020 г.)
- Полковник Милен Русев (2 март 2020 – 15 май 2024 г.)[2]

## Скандал с нерегламентирано събиране на информация
На 26 юни 2006 г. бившият служител на НСО подп. Николай Марков обявява, че в службата нерегламентирано се е събирала информация за охранявани лица.

## Раздут бюджет
Според генерал-лейтенант Димитър Владимиров през последните години неоснователно се раздува бюджетът и кръгът на охраняваните лица. От 13 милиона лева през 2004 г. той нараства на 40 милиона лева през 2019 г.

## Външни източници
- Официален уебсайт
- Правилник за устройството и дейността на Националната служба за охрана Архив на оригинала от 2014-02-04 в Wayback Machine.
- Материал за катастрофата с пострадалото дете, министър Аню Ангелов в автомобил на НСО, преминал на червено през кръстовище[неработеща препратка]